# Record de France du relais 4 × 1 500 mètres
Pour un article plus général, voir Records de France d'athlétisme.
Le record de France du relais 4 × 1 500 mètres est codétenu par Didier Bégouin, Denis Lequément, Marcel Philippe et Philippe Dien dans le temps de 14 min 48 s 2, établi le 23 juin 1979 à Bourges lors des IIIe relais Jacques Cœur.
Il n’y a pas de record de France féminin de relais 4 × 1 500 mètres (Equipe nationale).

## Chronologie du record de France

### Hommes
| Temps         | Athlète                                                      | Performance                                         | Date         | Lieu       |
| ------------- | ------------------------------------------------------------ | --------------------------------------------------- | ------------ | ---------- |
| 15 min 04 s 2 | Jean Clausse Robert Bogey Michel Jazy Michel Bernard         | 3 min 49 s 3 3 min 45 s 1 3 min 44 s 4 3 min 45 s 4 | 28 juin 1961 | Versailles |
| 14 min 49 s 0 | Gérard Vervoort Claude Nicolas Michel Jazy Jean Wadoux       | 3 min 41 s 8 3 min 44 s 2 3 min 40 s 8 3 min 42 s 2 | 25 juin 1965 | Colombes   |
| 14 min 48 s 2 | Didier Bégouin Denis Lequément Marcel Philippe Philippe Dien | 3 min 44 s 5 3 min 44 s 3 3 min 42 s 3 3 min 37 s 2 | 26 juin 1979 | Bourges    |

## Sources
- DocAthlé2003, Fédération française d'athlétisme, p. 21
- Chronologies des records de France seniors plein air sur cdm.athle.com
- IAAF - Page des records de France
- « Commission technique et d'organisation », L'Athlétisme : bulletin officiel de la Fédération française d'athlétisme, no 220,‎ juillet 1979, p. 4 (lire en ligne)